# Tomești (Harghita)
Tomești (en hongrois : Csíkszenttamás) est une commune du județ de Harghita en Roumanie.